# Dahlia (album X Japan)
Dahlia – piąty album zespołu X Japan. Wydany 4 listopada 1996 roku. Jest to ostatni album zespołu, na którym występuje gitarzysta hide z powodu jego śmierci dwa lata później. Album składa się głównie z ballad, jedynie kilka utworów (tj. Scars, utwór tytułowy, i do pewnego stopnia Rusty Nail) zachowują cięższe cechy muzyczne zespołu widoczne na poprzednich wydaniach.
Kilka utworów osiągnęło #1 pozycję w rankingu singli Oricon (Tears, Longing ~Togireta melody~, Rusty Nail, Dahlia i Forever Love). Sam album osiągnął #1 pozycję w rankingu Oricon, sprzedał się w liczbie ponad 412 000 egzemplarzy. Finałowy koncert z trasy wspierającej płytę został wydany na VHS, a później także na DVD, jako Dahlia Tour Finał 1996.

## Lista utworów
| Nr  | Tytuł                                                         | Słowa                     | Muzyka  | Czas  |
| --- | ------------------------------------------------------------- | ------------------------- | ------- | ----- |
| 1.  | "Dahlia"                                                      | Yoshiki                   | Yoshiki | 7:55  |
| 2.  | "Scars"                                                       | hide                      | hide    | 5:08  |
| 3.  | "Longing ~Togireta melody~ (jap. Longing 〜跡切れたmelody〜)" | Yoshiki                   | Yoshiki | 7:42  |
| 4.  | "Rusty Nail"                                                  | Yoshiki                   | Yoshiki | 5:27  |
| 5.  | "White Poem I"                                                | Yoshiki                   | Yoshiki | 3:16  |
| 6.  | "Crucify My Love"                                             | Yoshiki                   | Yoshiki | 4:30  |
| 7.  | "Tears"                                                       | Hitomi Shiratori, Yoshiki | Yoshiki | 10:30 |
| 8.  | "Wriggle"                                                     | Heath, Pata               | Heath   | 1:24  |
| 9.  | "Drain"                                                       | hide, Toshi               | hide    | 3:22  |
| 10. | "Forever Love" (Acoustic Version)                             | Yoshiki                   | Yoshiki | 7:54  |

## Twórcy
- Yoshiki – perkusja, instrumenty klawiszowe
- Toshi – śpiew
- hide – gitara
- Pata – gitara
- Heath – gitara basowa